# Condado de Williamson (Tennessee)
O Condado de Williamson é um dos 95 condados do Estado americano do Tennessee. A sede do condado é Franklin, e sua maior cidade é Franklin. O condado possui uma área de 1 512 km² (dos quais 2 km² estão cobertos por água), uma população de 126 638 habitantes, e uma densidade populacional de 84 hab/km² (segundo o censo nacional de 2000). O condado foi fundado em 1799.